# Coleophora ahenella
Coleophora ahenella là một loài bướm đêm thuộc họ Coleophoridae. Nó được tìm thấy ở khắp châu Âu, except Ireland and the Balkan Peninsula.
Sải cánh dài khoảng 12 mm. Adults are unicolorous grey with a slight sheen. They are on wing in tháng 5 and tháng 6.
Ấu trùng ăn Cornus mas, Cornus sanguinea, Lonicera alpigena, Lonicera nigra, Lonicera xylosteum, Lonicera chrysantha, Rhamnus catharticus, Rhamnus frangula, Symphoricarpos albus and Viburnum lantana. They create a lobe case of about 7 mm long. The mouth angle is 0°, causing the case to lie flat on the leaf. The case is gradually enlarged by the addition of rings that are cut out of the lower epidermis of the mine. In Great Britain, the larvae live for two years.